# Береговой, Алексей Григорьевич
 Алексей Григорьевич Береговой   (род. 4 июля 1947 года, г. Новошахтинск Ростовской области) — русский советский писатель, прозаик, публицист. Член Союза писателей России (1992), член правления Ростовского регионального отделения Союза писателей России нескольких созывов (1993-2006), председатель правления-директор Ростовского регионального отделения Литературного фонда России, председатель правления Ростовского регионального отделения Союза писателей России (с 2011г.).

## Биография
Алексей Григорьевич Береговой  родился 4 июля 1947 года в городе Новошахтинске Ростовской области в семье военного. Семья часто меняла место жительства в разных городах СССР, по причинам, связанными со службой его отца. В 1957 году отец был демобилизован и семья переехала жить в Ростов-на-Дону.
В 1962 году Алексей Григорьевич окончил восемь классов школы № 83 г. Ростова-на-Дону. Следующим его местом учебы был  Ростовский строительный техникум, его он закончил в 1966 году.
С 1966 по 1968 год проходил службу в армии, где учился в школе младших авиационных специалистов (ШМАСЕ, г. Могилёв-Подольский Винницкой области), затем — в Учебном центре боевого применения авиации Варшавского договора, расположенном Астраханской области (авиабаза Трусово). Демобилизовавшись, он около 20 лет работал прорабом, старшим прорабом, начальником участка в разных строительных организациях Ростова-на-Дону.
В настоящее время А. Береговой живет и работает в Ростове-на-Дону.

## Творчество
Писать начал во время службы в армии. Его первые произведение, стихи и рассказы, были посвящены родному дому, друзьям и др.
С 1970 года в основном пишет прозу. С 1972 года устроился работать старшим прорабом колхоза им. С. М. Кирова Азовского района Ростовской области. По впечатлениям от сельской жизни написал: повесть «Свои и чужие», рассказы «Эх, Фаина...», «Красавчик», «Даданэ», «Федотыч» и другие.
C 1979 по 1991 год работал на стройках Ростова, а в свободное время писал рассказы, среди которых: «Пойма», «Не прикрывая глаз»,  «Красные огни» и др. Его рассказы печатались в периодических изданиях, читались на радиопередаче «Дон литературный».
С 1985 году работал оператором котельной, потом — директором Дома писателя (1987 –1989), генеральным директором издательства «Орфей» (1990 – 1997), главным редактором издательства «Папирус» (1998 – 2001), директором издательско-полиграфической фирмы «Малыш» (2002 – 2006), с 2008 года работал директором издательства «Донской писатель».
Первая книга писателя, «Свои и чужие» была издана в 1999 году в Ростовском книжном издательстве.  К настоящему времени издано более двенадцати его книг публицистики и прозы. Его произведения печатаются в журналах «Дон», «Орфей», «Подъём», «ДОН_новый», «Север», «Берега», «Звезда Черноморья», «Транспорт Юга России», альманахах «Дон и Кубань», «Побратимени светове» (Болгария), общероссийских газетах «Российский писатель» «Литературной газете». Его произведения переводились на болгарский язык.

## Труды
Изданы следующие произведения писателя:

### Отдельные книги
- Свои и чужие. Повесть и рассказы. — Ростов н/Д: Рост. кн. изд-во. 1990
- Красные огни. Повесть. — Ростов н/Д: РИО». 1991.
- Переправа. Повести и рассказы. — Ростов н/Д: Икар. 2001.
- Российские финансы и финансовый Ростов. — Ростов н/Д: Папирус, 2002.
- Ведущие адвокаты Ростовской области. — Ростов н/Д: Папирус, 2002.
- Подстава. Детективный роман. — Москва: АСТ-пресс, 2002.
- Подстава-2 — Осиное гнездо Детективный роман. — Москва: АСТ-пресс, 2003.
- Капкан. Психологический роман. — Москва: Книги искателя. 2005.
- След рубина: Роман. – Ростов н/Д: Изд. «Ростовкнига» 2006.
- Охота на миражи: Роман. – Ростов н/Д: Изд. «Ростовкнига» 2007..
- Капкан для лохов: Роман. – Ростов н/Д: Изд. «Ростовкнига» 2008.
- Рубины сарматской короны: Повести и рассказы. – Таганрог: Изд. «НП «Центр развития личности». 2008.

### Публикации в журналах
- «Эх, Фаина!..», Даданэ. Рассказы. – Литературно-художественный журнал «Дон». №7 – 1989 г.
- Колхоз – взгляд изнутри. Очерк. – Литературно-художественный журнал «Дон». №9 – 1990 г.
- Синие тени на стёртых камнях. Повесть. – Литературно-художественный журнал «Орфей». №3 – 1993.
- Дыханье океана на улицах Ростова. Очерк – Журнал «Транспорт юга России». №12– 2001 г.
- Нетрудовой доход. Повесть. – Литературно-художественный журнал «Дон». № 1-2 – 2002 г.
- Переправа. Рассказ. – Литературно-художественный журнал «Подъём». №5 – 2008.
- Синие тени на стёртых камнях. Повесть. – Литературно-художественный альманах «Дон и Кубань». № 2 – 2009.
- Капкан для лохов. Роман. Ч.I. – Литературно-художественный альманах «Дон и Кубань». № 2 (8) – 2010.
- Капкан для лохов. Роман. Ч.II. – Литературно-художественный альманах «Дон и Кубань». № 3 (9) – 2010.
- Капкан для лохов. Роман. Ч.III. – Литературно-художественный альманах «Дон и Кубань». № 4 (10) – 2010.